# دره پی ناو
دره پی ناو (به لاتین: Darreh-ye Pay Nav) یک منطقهٔ مسکونی در افغانستان است که در ولایت بامیان واقع شده‌است.